# Chionea jenniferae
Chionea jenniferae är en tvåvingeart som beskrevs av George W. Byers 1995. Chionea jenniferae ingår i släktet Chionea och familjen småharkrankar. Inga underarter finns listade i Catalogue of Life.